# Challes (Sarthe)
Challes és un municipi francès situat al departament del Sarthe i a la regió de País del Loira. L'any 2007 tenia 1.166 habitants.

## Demografia

### Població
El 2007 la població de fet de Challes era de 1.166 persones. Hi havia 452 famílies de les quals 112 eren unipersonals (48 homes vivint sols i 64 dones vivint soles), 128 parelles sense fills, 188 parelles amb fills i 24 famílies monoparentals amb fills.
La població ha evolucionat segons el següent gràfic:
Habitants censats

### Habitatges
El 2007 hi havia 524 habitatges, 459 eren l'habitatge principal de la família, 45 eren segones residències i 20 estaven desocupats. 503 eren cases i 12 eren apartaments. Dels 459 habitatges principals, 341 estaven ocupats pels seus propietaris, 115 estaven llogats i ocupats pels llogaters i 3 estaven cedits a títol gratuït; 4 tenien una cambra, 38 en tenien dues, 64 en tenien tres, 118 en tenien quatre i 235 en tenien cinc o més. 330 habitatges disposaven pel capbaix d'una plaça de pàrquing. A 167 habitatges hi havia un automòbil i a 255 n'hi havia dos o més.

### Piràmide de població
La piràmide de població per edats i sexe el 2009 era:
| Homes | Edats   | Dones |
| ----- | ------- | ----- |
| 0     | 95 o +  | 0     |
| 4     | 90 a 94 | 8     |
| 0     | 85 a 89 | 8     |
| 8     | 80 a 84 | 12    |
| 4     | 75 a 79 | 20    |
| 16    | 70 a 74 | 12    |
| 20    | 65 a 69 | 16    |
| 32    | 60 a 64 | 28    |
| 12    | 55 a 59 | 20    |
| 20    | 50 a 54 | 28    |
| 72    | 45 a 49 | 60    |
| 56    | 40 a 44 | 68    |
| 32    | 35 a 39 | 36    |
| 36    | 30 a 34 | 36    |
| 24    | 25 a 29 | 32    |
| 32    | 20 a 24 | 44    |
| 76    | 15 a 19 | 36    |
| 32    | 10 a 14 | 52    |
| 28    | 5 a 9   | 28    |
| 12    | 0 a 4   | 40    |

## Economia
El 2007 la població en edat de treballar era de 788 persones, 600 eren actives i 188 eren inactives. De les 600 persones actives 555 estaven ocupades (285 homes i 270 dones) i 45 estaven aturades (17 homes i 28 dones). De les 188 persones inactives 77 estaven jubilades, 66 estaven estudiant i 45 estaven classificades com a «altres inactius».

### Ingressos
El 2009 a Challes hi havia 475 unitats fiscals que integraven 1.219 persones, la mediana anual d'ingressos fiscals per persona era de 17.872 €.

### Activitats econòmiques
Dels 22 establiments que hi havia el 2007, 1 era d'una empresa alimentària, 1 d'una empresa de fabricació d'altres productes industrials, 5 d'empreses de construcció, 5 d'empreses de comerç i reparació d'automòbils, 1 d'una empresa de transport, 1 d'una empresa d'hostatgeria i restauració, 5 d'empreses de serveis i 3 d'empreses classificades com a «altres activitats de serveis».
Dels 8 establiments de servei als particulars que hi havia el 2009, 1 era un paleta, 1 fusteria, 2 electricistes, 3 perruqueries i 1 restaurant.
Dels 2 establiments comercials que hi havia el 2009, 1 era una fleca i 1 una carnisseria.
L'any 2000 a Challes hi havia 24 explotacions agrícoles que ocupaven un total de 1.316 hectàrees.

## Equipaments sanitaris i escolars
El 2009 hi havia una escola elemental.

## Poblacions més properes
El següent diagrama mostra les poblacions més properes.